# Luperus flavipes
Espèce
Luperus flavipes est une espèce d'insectes coléoptères de la famille des Chrysomelidae, de la sous-famille des Galerucinae (galéruques).